# Sparbank Arena i Skive
 Ikke at forveksle med Sparbanken Lidköping Arena.
Sparbank Arena i Skive er en indendørs hal til bl.a atletik og tennis indviet medio december 2007. Arenaen er den første rigtige indendørs atletikbane i Danmark. Således skal den danske atletik-elite ikke længere tage til Atleticum i Malmø for, at afholde indendørs Danmarksmesterskaber.
Arenaen er en multihal på 4500 kvm med nationale og internationale mål. Tilskurer kapaciteten er 500 tilskuere.
Først og fremmest indeholder multihallen en atletikarena med en 200 meter rundbane med hævede sving og faciliteter til 60 meter ligeløb, stangspring, højdespring, længdespring og trespring, kuglestød
Arenaen, som er tegnet af akitekten Andreas Ravn, ligger ved Skive Stadion.
| Sport | Spire Denne artikel om sport er en spire som bør udbygges. Du er velkommen til at hjælpe Wikipedia ved at udvide den. |

|  | Denne artikel om en bygning eller et bygningsværk kan blive bedre, hvis der indsættes et (bedre) billede. Du kan hjælpe ved at afsøge Wikimedia Commons for et passende billede eller lægge et op på Wikimedia Commons med en af de tilladte licenser og indsætte det i artiklen. |

56°34′05″N 9°02′09″Ø / 56.56805°N 9.03578°Ø